# 석주일
석주일(石周一, 1973년 4월 17일 ~ )은 대한민국의 프로 농구 선수였다.

## 생애
1973년 서울특별시에서 출생하였고 서울대방초등학교, 휘문중학교, 휘문고등학교를 거쳐 1992년 연세대학교에 입학하였다. 키는 190cm이며, 혈액형은 B형이다.
1997년 인천 대우 제우스에 입단하였다. 2000년 서울 SK 나이츠으로 이적 후 2003년에 은퇴하였다.
2003년 연세대학교 농구부 코치를 시작하여 2005년엔 연세대학교 농구부 감독대행을 역임했다.
2008-2009시즌에 MBC 스포츠+ 해설위원으로 활동했고, 2010년 휘문고등학교 코치로 활동했다. 2014년부터 2019년 1월까지 아프리카TV 해설위원으로 활동했다. 그의 종교는 개신교이다.

## 학력
- 서울대방초등학교 (졸업)
- 휘문중학교 (졸업)
- 휘문고등학교 (졸업)
- 연세대학교 신문방송학과 (학사)
- 연세대학교 교육대학원 체육교육학과 (체육학 석사)

## 경력
- 1997년~1998년 : 인천 대우 제우스
- 2000년~2003년 : 서울 SK 나이츠
- 2003년 : 연세대학교 농구부 코치
- 2005년 : 연세대학교 농구부 감독대행
- 2008년 : MBC 스포츠+ 해설위원
- 2010년 : 휘문고등학교 코치

## 가족
- 장인 :이완선
  - 부인 이장은
    - 아들 석능준(2001 ~)

## 방송 출연

### 텔레비전 프로그램(현역 대학 농구 선수 시절 출연작)
- MBC 《일요큰잔치》
- 1995년 KBS 《가족오락관》 게스트

### 텔레비전 프로그램(KBL 프로 농구 선수 은퇴 이후)
- 2016년 MBC 《진짜 사나이》
- 2014년~2016년 KBS 2TV 《비타민》
- 2014년~2015년 KBS 2TV 《출발 드림팀 시즌2》
- 2014년~2015년 2월 JTBC 《유자식 상팔자》
- 2013년 KBS 2TV 《우리동네 예체능》

### CF
- 1995년 LS네트웍스 프로스펙스
- 1994년~1995년 신성통상 유니온베이